# Winifred Allen
Winifred Allen (née le 1er juin 1896 à New Rochelle, État de New York et morte le 3 janvier 1943 à Rochester, État de New York) est une actrice américaine.

## Biographie
Elle se maria avec Lawrence Sperry (en), un aviateur américain, le 20 février 1918.
Allan Dwan disait d'elle que c'était l'une des plus belles femmes qu'il ait dirigé.

## Filmographie partielle
- 1915 : The Open Door : la fille
- 1915 : When We Were Twenty-One de Hugh Ford et Edwin S. Porter : Peggy
- 1915 : The Jewelled Dagger of Fate : Marion Giles
- 1915 : The Reward : Mary Lang
- 1916 : Seventeen de Robert G. Vignola : May Parcher
- 1917 : For Valour d'Albert Parker : Melia Nobbs
- 1917 : The Haunted House de Albert Parker
- 1917 : The Man Hater de Albert Parker : Phemie Sanders
- 1917 : The Jinx Jumper
- 1917 : The Long Trail de Howell Hansel (it) : Mitchette Dubois
- 1917 : American - That's All d'Arthur Rosson : Hazel Stanley
- 1917 : The Man Who Made Good d'Arthur Rosson : Frances Clayton
- 1917 : A Successful Failure d'Arthur Rosson
- 1918 : From Two to Six de Albert Parker : Alice Stevens
- 1918 : La Femme et la Loi (The Woman and the Law) de Raoul Walsh
- 1924 : Second Youth de Albert Parker : Phoebe Barney